# Suada Dilberović

Suada Dilberović  (24.  svibnja 1968. – 5.  travnja 1992.) je bila studentica medicine Sveučilišta u Sarajevu porijeklom iz Dubrovnika. Suada je prva žrtva opsade Sarajeva u velikosrpskoj agresiji na BiH od 1991. – 1995. godine.

## Smrt
U ožujku 1992. godine u Sarajevu je došlo do sukoba između pripadnika Srpske Demokratske Stranke (SDS) i policajaca pod kontrolom vlade Bosne i Hercegovine kad su Srbi na Grbavici i  Vracama postavili barikade. Dne 5. travnja 1992. godine održale su se demonstracije za mir. Pripadnici SDS-a pucali su s krova hotela Holliday Inn u prosvjednike te ubili Suadu Dilberović i  Olgu Sučić dok je više osoba ranjeno. Most na kojem su ubijene nosi  njihovo ime. 
Dne 15. studenoga 2007., na Sveučilišta u Sarajevu Suadi je postumno dodijeljena diploma doktora  medicine koju je preuzela njena sestra Edina Dilberović. 

## Također pogledajte
- Most Suade i Olge

## Vanjske poveznice
- Podsjećanje na sarajevske heroine: Suada je Sarajevo voljela, za njega je život dala  Arhivirana inačica izvorne stranice od 8. ožujka 2016. (Wayback Machine)